# Plagithmysus laticollis
Plagithmysus laticollis là một loài bọ cánh cứng trong họ Cerambycidae.